# FX-05 Xiuhcoatl
 (juin 2023).
La mise en forme du texte ne suit pas les recommandations de Wikipédia : il faut le « wikifier ».
Les points d'amélioration suivants sont les cas les plus fréquents :
- Les titres sont pré-formatés par le logiciel. Ils ne sont ni en capitales, ni en gras.
- Le texte ne doit pas être écrit en capitales (les noms de famille non plus), ni en gras, ni en italique, ni en « petit »…
- Le gras n'est utilisé que pour surligner le titre de l'article dans l'introduction, une seule fois.
- L'italique est rarement utilisé : mots en langue étrangère, titres d'œuvres, noms de bateaux, etc.
- Les citations ne sont pas en italique mais en corps de texte normal. Elles sont entourées par des guillemets français : « et ».
- Les listes à puces sont à éviter, des paragraphes rédigés étant largement préférés. Les tableaux sont à réserver à la présentation de données structurées (résultats, etc.).
- Les appels de note de bas de page (petits chiffres en exposant, introduits par l'outil «  Source ») sont à placer entre la fin de phrase et le point final[comme ça].
- Les liens internes (vers d'autres articles de Wikipédia) sont à choisir avec parcimonie. Créez des liens vers des articles approfondissant le sujet. Les termes génériques sans rapport avec le sujet sont à éviter, ainsi que les répétitions de liens vers un même terme.
- Les liens externes sont à placer uniquement dans une section « Liens externes », à la fin de l'article. Ces liens sont à choisir avec parcimonie suivant les règles définies. Si un lien sert de source à l'article, son insertion dans le texte est à faire par les notes de bas de page.
- La présentation des références doit suivre les conventions bibliographiques. Il est recommandé d'utiliser les modèles {{Ouvrage}}, {{Chapitre}}, {{Article}}, {{Lien web}} et/ou {{Bibliographie}}. Le mode d'édition visuel peut mettre en forme automatiquement les références.
- Insérer une infobox (cadre d'informations à droite) n'est pas obligatoire pour parachever la mise en page.

Pour une aide détaillée, merci de consulter Aide:Wikification.
Si vous pensez que ces points ont été résolus, vous pouvez retirer ce bandeau et améliorer la mise en forme d'un autre article.
Le FX-05 Xiuhcoatl (Serpent de feu en langue Nahuatl) est un fusil d'assaut mexicain chambré en 5.56x45mm OTAN et développé par la Dirección General de Industria Militar del Ejército. Il est en service dans l'armée et la police mexicaines depuis 2006.

## Histoire

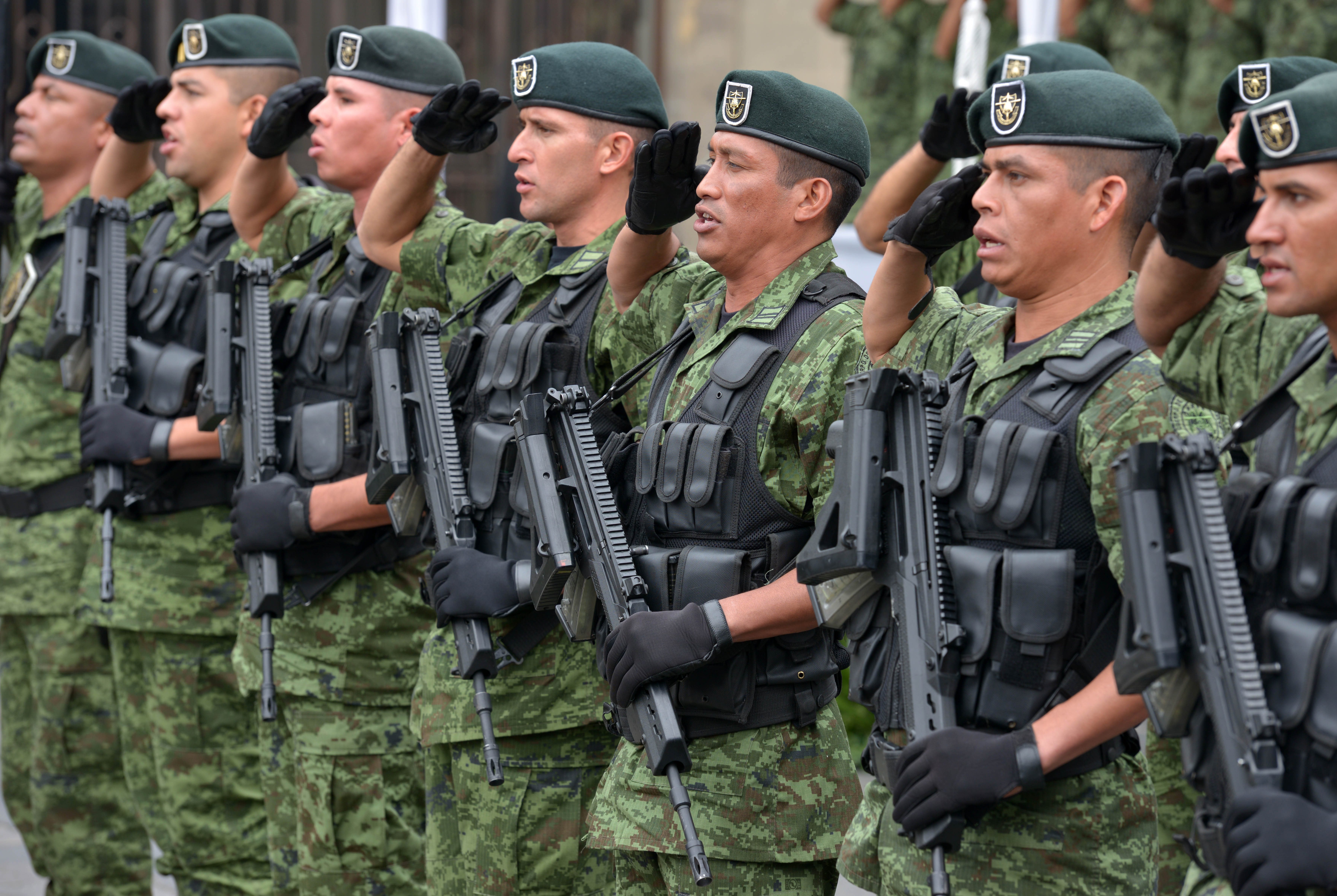
Prise d'armes de militaires mexicains en 2015 avec des FX-05 crosse pliée.

L'histoire du FX-05 commence en 2005 alors que l'armée mexicaine cherche un remplaçant à ses fusils Heckler & Koch G3A3 qui commencent à accuser leur âge. 
L'adoption du G36 est envisagée dans un premier temps avec le projet de fabriquer sous licence plus de 30.000 fusils pour un montant de plus de 60 millions d'euros, mais le coût du projet fait reculer le gouvernement mexicain qui décide de privilégier la conception et la production d'un fusil d'assaut entièrement national. La supervision du projet est confiée aux généraux Alfredo Oropeza Garnica et Jose Antonio Landeros. 
Le 16 septembre 2006, les premiers exemplaires du FX-05 Xiuhcoatl font leur apparition dans les mains des GAFE (Grupo Aeromovil de Fuerzas Especiales) lors d'un défilé militaire.
Sa très grande ressemblance avec le G36 a poussé Heckler & Koch à accuser les Mexicains d'avoir copié leur fusil. En février 2007, des responsables de la firme allemande et du Secrétariat de la Défense du Mexique se rencontrent à Mexico pour mettre un terme à la polémique. Les responsables allemands examineront plusieurs exemplaires du FX-05 et concluront qu'ils n'y a finalement pas eu de violation de brevets, les deux armes étant mécaniquement très différentes malgré leur ressemblance extérieure .

## Conception technique

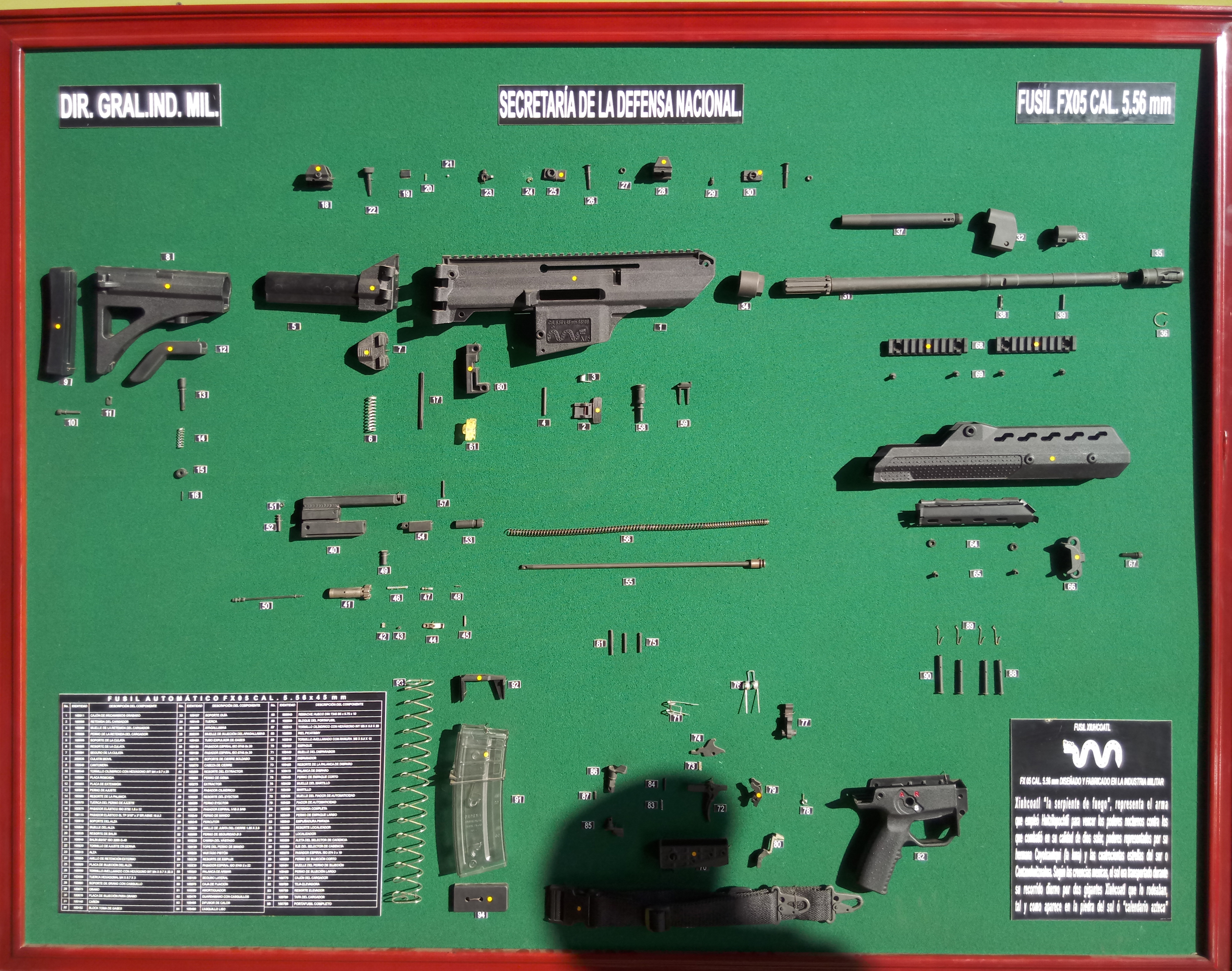
Les 93 pièces du fusil FX-05 démonté.

Le FX-05 est un fusil d'assaut de conception classique fonctionnant par emprunt de gaz chambré pour la cartouche de 5.56x45mm OTAN. La structure du fusil est réalisée dans un mélange de polymère renforcé de fibre de carbone avec un cadre en titane. Le mécanisme interne et le canon sont en acier inoxydable résistant à la corrosion. Son sélecteur de tir ambidextre comprend trois positions : semi-automatique et automatique ainsi que la sécurité. La fenêtre d'éjection est située sur la droite et ne peut être déplacée, mais un déflecteur empêche les douilles de partir sur l'arrière pour protéger le visage du tireur. Le levier d'armement peut être installé indifféremment à gauche ou à droite de l'arme. L'alimentation se fait à l'origine par des chargeurs en polymère translucide de 30 cartouches, mais le puits de chargeur peut accepter des magasins STANAG. La crosse en polymère peut être ajustée en longueur et se replie sur le côté droit, laissant la fenêtre d'éjection dégagée et permet le tir crosse repliée.

## Variantes et développements ultérieurs
Le FX-05 a connu plusieurs développements depuis son entrée en service. Un défilé militaire en septembre 2016 a permis de découvrir une version ultra-compacte appelée Xihucóatl Submachine Gun (PAX) ainsi qu'un lance-grenades de 40x46mm pouvant être monté sous le garde-main. 
Le 2 avril 2019, une version dénommée PAX-100 entre en production.

## Culture populaire
Le FX-05 est très peu présent dans le jeu vidéo ou les productions de l'industrie audiovisuelle. Il apparait pour la première fois dans le jeu vidéo Call of Juarez : The Cartel sorti en 2011 sous le nom de FX-5. Ensuite dans Army of Two: The Devil's Cartel en 2013 sous le nom de FX-08.